# Moder India
Moder India är en bok från 1964 av jägmästaren och författaren Eric Lundqvist. I boken skildrar författaren sitt arbete som skogsexpert åt FN- organet FAO i Indien 1961-1962. Erics uppdrag var att ge skogliga råd och anvisningar till den indiska skogsstaten. Eric reste genom stora delar av Indien och beskriver i boken det indiska skogsbrukets problem och potential, men även människor och natur i det stora landet. Dessutom får Eric äntligen uppfylla en gammal barndomsdröm: att rida på en elefant!